# Arte plumária
são objetos confeccionados com penas e plumas de aves, associadas a outros materiais, e em sua maioria usados como ornamento corpóreo, seja de uso cotidiano seja em funções solenes.

## No mundo

### Brasil
A arte plumária dos índios brasileiros é uma das expressões plásticas mais conhecidas e impactantes das culturas nativas do Brasil. Chamou a atenção dos europeus desde que primeiro chegaram ao território brasileiro no século XVI, e vários exemplares foram coletados e enviados às cortes do além-mar, mas acima de tudo eram na época apresentados à Europa como troféus da conquista americana e como produto estranhamente atraente de povos bárbaros. Até pouco atrás esta fascinante forma de expressão não era considerada mais do que um artesanato exótico, mas hoje a produção plumária dos índios brasileiros é reconhecida como uma verdadeira linguagem visual, um reflexo requintado de culturas ricas e complexas, transmissora de mensagens específicas, merecedora do estatuto de arte e digna de sério estudo. Porém, a despeito de sua recente consagração entre os estudiosos e o grande público, esse rico acervo de tradições, significados e formas corre o risco de se desvirtuar pela aculturação das tribos e a transformação de objetos simbólicos em produto comercial e turístico, e pode vir mesmo a desaparecer, como desapareceram inúmeras etnias que antigamente povoavam o território brasileiro, perdendo-se com elas uma riqueza imensa em visões de mundo e experiências vitais, coisas de que a arte plumária sempre foi veículo privilegiado.